# US 오픈 (테니스)
US 오픈(US Open)은 매년 개최되는 4대 그랜드 슬램 테니스 대회의 하나이다. 이 대회는 세계에서 가장 오래된 테니스 대회 중 하나로 1881년 처음 시작되었다. 매년 8~9월 미국 노동절을 전후하여 2주에 걸쳐 열리며, 그랜드 슬램 대회 중에서는 연중 가장 마지막으로 열린다. 메인 경기는 남자 단식, 여자 단식, 남자 복식, 여자 복식, 혼합 복식의 5개 부문으로 나뉘어 있으며, 여기에 더해 주니어, 시니어, 휠체어 부문이 있다. 1978년부터 뉴욕 퀸즈(Queens)의 플러싱 메도우-코로나 파크 (Flushing Meadows-Corona Park)에 있는 아크릴 소재 하드 코트인 ‘전미테니스협회 빌리진킹 국립 테니스 경기장’에서 열리고 있다.
US 오픈은 나머지 그랜드 슬램 대회들과 달리 마지막 세트에서도 타이브레이크를 적용한다. 나머지 대회들의 경우, 남자 경기의 5세트나 여자 경기의 3세트에서는 게임 스코어가 6-6 동률이 되어도 타이 브레이크 적용 없이 어느 한 쪽이 2게임을 내리 따낼 때까지 계속해서 경기를 진행한다.

## 역사

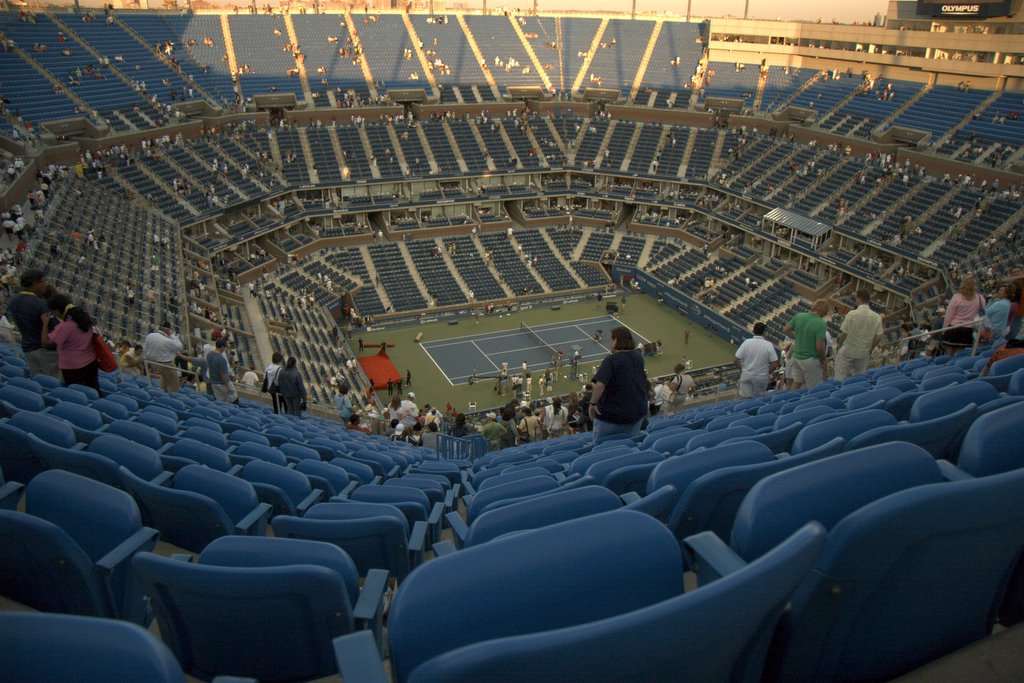
아서 애시 스타디움의 모습

US 오픈은 최초에 상류층의 고급 오락으로 시작하여, 오늘날에는 600명 이상의 남녀 선수들이 1900만 달러의 총상금과 150만 달러의 단식 우승 상금(2008년 기준)을 놓고 치열한 경쟁을 벌이는 챔피언십 대회로 성장하였다.
유나이티드 스테이츠 내셔널 챔피언십이라는 이름으로 대회가 개최되기 시작한 첫 몇 년간은 남자 단식 경기만이 진행되었다. 제1회 대회는 1881년 로드아일랜드주 뉴포트의 뉴포트 카지노에서 개최되었으며, 이 때에는 미국 론 테니스 협회에 가입된 클럽의 회원에게만 참가 자격이 주어졌다. 1884년부터 1911년 대회는 우승자가 다음 해 대회 결승에 자동으로 진출하고 새로운 결승 진출자가 이에 도전하는 방식으로 진행되었다. 1915년에는 대회 장소가 뉴욕주 포레스트힐즈의 웨스트 사이드 테니스 클럽으로 변경되었다. 1921년부터 1923년까지는 대회 장소가 필라델피아의 저먼타운 크리켓 클럽으로 이동되었다가, 1924년에 다시 포레스트힐즈로 돌아왔다.
남자 경기만 존재하는 국내 대회 형태로 첫 대회가 열린 지 6년만인 1887년, 여자 단식 챔피언십이 역시 국내 대회의 형태로 필라델피아 크리켓 클럽에서 개최되었으며, 1889년에는 여자 복식 챔피언십도 개최되었다. 혼복 챔피언십도 여자 단식 및 복식과 함께 진행되었다. 최초의 남자 복식 챔피언십은 1900년에 개최되었으며, 미국 서부와 동부에서 각각 대회를 개최하여 각 지역 우승자를 가린 후 다시 플레이오프를 진행하여 다음 해의 디펜딩 챔피언으로 최종 결승에 자동 진출할 팀을 가리는 방식으로 진행되었다.
1968년 5개 부문의 대회들이 통합되어 뉴욕주 포레스트힐즈의 웨스트 사이드 테니스 클럽에서 US 오픈이 개최되기 시작하면서 오픈 시대가 막을 올렸다. 이 때부터 대회는 프로 선수들에게도 개방되기 시작했다. 이 해 대회에는 96명의 남자 선수들과 63명의 여자 선수들이 참가했으며, 총상금은 10만 달러였다.(2010년 기준 가치로 약 625,336달러)
1970년 US 오픈은 그랜드 슬램 대회로서는 최초로 마지막 세트에서 타이브레이크를 적용하기 시작했으며, 현재에도 마지막 5세트에서 타이브레이크를 적용하는 그랜드 슬램 대회는 US 오픈이 유일하다.

### 코트·경기장의 변화
US 오픈의 코트 재질은 몇 번에 걸쳐 바뀌었는데, 지미 코너스는 그 모든 종류의 코트에서 우승한 유일한 선수이다. 크리스 에버트는 두 종류의 코트에서 우승했다.
현재 코트 재질로 사용되고 있는 데코터프는 다른 하드 코트 종류에 비해서도 마찰력이 좀더 적어, 하드 코트 중에서는 바운드가 가장 낮고 빠른 코트로 알려져있다. 특히 호주 오픈에서 2007년까지 사용되었던 리바운드 에이스와 비교할 경우 더욱 그렇다. 이러한 이유 때문에 많은 서브 앤 발리 전문 선수들이 US 오픈에서 좋은 성적을 거둬 왔다.
메인 코트인 아서 애시 스타디움은 1997년 개장하였으며 22,547개의 좌석을 갖추고 있다. 이 경기장의 이름은 오픈 시대 첫 대회였던 1968년 대회 남자 단식 우승자인 아서 애시의 이름을 따서 붙여졌다. 두 번째로 규모가 큰 코트는 루이 암스트롱 스타디움으로 1978년 개장하였으며 공연용 원형 스타디움을 개조하여 만들어졌다. 이 경기장은 1978년부터 1996년까지 메인 스타디움으로 사용되었으며 한때 최대 18,000명까지 수용 가능했으나 아서 애시 스타디움 개장 이후 수용인원을 5,500으로 축소했다. 세 번째로 규모가 큰 코트는 그랜드스탠드 스타디움(Grandstand Stadium)으로, 루이 암스트롱 스타디움의 부설 코트로 만들어져 있다. 또한 사이드 코트들 중 4, 7, 11번 코트도 1,000개 이상의 좌석을 갖추고 있다.
US 오픈에서 사용되는 모든 코트에는 야간 조명 시설이 갖춰져 있어 미국 텔레비전 방송 황금시간대에 경기 생중계가 가능하다. USA Network와 CBS는 수 년간 US 오픈의 야간 경기를 생중계해오고 있다.
2005년부터 US 오픈 및 US 오픈 시리즈 대회에서 사용되는 모든 코트의 색깔이 변경되어, 기존에 모든 면이 초록색이었던 것을 코트 안쪽의 색을 파란색으로 바꾸었다. 이는 텔레비전 화면에서 공이 더 잘 식별되도록 하기 위한 것이었다.
US 오픈 경기장소인 USTA 내셔널 테니스 센터는 이 대회 4회 우승자이자 세계 여자 테니스계의 선구자적 역할을 했던 빌리 진 킹의 이름을 따 2006년 대회부터 USTA 빌리진킹 내셔널 테니스 센터로 개명되었다.

## 상금
2013년 대회의 총상금액은 34,252,000달러로, 전년도 대회에 비해 천만 달러가 증액되었다. 대회 성적에 따른 상금 배분은 아래 표와 같다.
| 부문       | 부문     | 우승       | 준우승   | 4강      | 8강      | 4회전    | 3회전   | 2회전   | 1회전   | 예선 3회전 | 예선 2회전 | 예선 1회전 | 총계       |
| 단식       | 128 드로 | $1,900,000 | $950,000 | $475,000 | $237,500 | $120,000 | $65,000 | $37,000 | $23,000 | $8,638     | $5,775     | $3,000     | $9,406,000 |
| 복식*      | 64 드로  | $420,000   | $210,000 | $105,000 | $50,000  | -        | $26,000 | $16,000 | $11,000 | -          | -          | -          | $3,712,000 |
| 혼합 복식* | 32 드로  | $150,000   | $70,000  | $30,000  | $15,000  | -        | -       | $10,000 | $5,000  | -          | -          | -          | $500,000   |

* 팀당 상금
본 대회의 상금 외에도 챔피언 인비테이셔널 토너먼트에 410,000달러의 상금이 있으며, 하루당 1,272,000달러의 선수 지원 경비가 배정되어 선수들에게 지출되는 총경비는 25,526,000달러에 이른다.

## 랭킹 포인트
대회 성적에 따라 부여되는 ATP 및 WTA 랭킹 포인트에는 매년 조금씩 변동이 있다. 가장 최근 대회의 랭킹 포인트 배분은 다음과 같다.
| 부문 | 부문       | 우승 | 준우승 | 4강 | 8강 | 4회전 | 3회전 | 2회전 | 1회전 |
| 단식 | 남자 (ATP) | 2000 | 1200   | 720 | 360 | 180   | 90    | 45    | 10    |
| 단식 | 여자 (WTA) | 2000 | 1400   | 900 | 500 | 280   | 160   | 100   | 5     |

## 역대 우승자

#### 남자 단식
| 연도 | 우승                             | 준우승                                |
| ---- | -------------------------------- | ------------------------------------- |
| 1926 | 프랑스 르네 라코스트             | 프랑스 장 보로트라                    |
| 1933 | 영국 프레드 페리                 | 오스트레일리아 잭 크로퍼드            |
| 1956 | 오스트레일리아 켄 로즈월         | 오스트레일리아 루 호드                |
| 1957 | 오스트레일리아 말 앤더슨         | 오스트레일리아 애슐리 쿠퍼            |
| 1958 | 오스트레일리아 애슐리 쿠퍼       | 오스트레일리아 맬 앤더슨              |
| 1959 | 오스트레일리아 닐 프레이저       | 페루 알렉스 올메도                    |
| 1960 | 오스트레일리아 닐 프레이저       | 오스트레일리아 로드 레이버            |
| 1961 | 오스트레일리아 로이 에머슨       | 오스트레일리아 로드 레이버            |
| 1962 | 오스트레일리아 로드 레이버       | 오스트레일리아 로이 에머슨            |
| 1963 | 멕시코 라파엘 오수나             | 오스트레일리아 프랭크 프롤링          |
| 1964 | 오스트레일리아 로이 에머슨       | 오스트레일리아 프레드 스톨            |
| 1965 | 스페인 마누엘 산타나             | 남아프리카 공화국 클리프 드라이즈데일 |
| 1966 | 오스트레일리아 프레드 스톨       | 오스트레일리아 존 뉴컴                |
| 1969 | 오스트레일리아 로드 레이버       | 오스트레일리아 토니 로체              |
| 1970 | 오스트레일리아 켄 로즈월         | 오스트레일리아 토니 로체              |
| 1972 | 루마니아 일리에 나스타시         | 미국 아서 애시                        |
| 1973 | 오스트레일리아 존 뉴컴           | 체코 얀 코데시                        |
| 1974 | 미국 지미 코너스                 | 오스트레일리아 켄 로즈월              |
| 1975 | 스페인 마누엘 오란테스           | 미국 지미 코너스                      |
| 1976 | 미국 지미 코너스                 | 스웨덴 비외른 보리                    |
| 1977 | 아르헨티나 기예르모 빌라스       | 미국 지미 코너스                      |
| 1978 | 미국 지미 코너스                 | 스웨덴 비외른 보리                    |
| 1979 | 미국 존 매켄로                   | 미국 비터스 제럴라이티스              |
| 1980 | 미국 존 매켄로                   | 스웨덴 비외른 보리                    |
| 1981 | 미국 존 매켄로                   | 스웨덴 비외른 보리                    |
| 1982 | 미국 지미 코너스                 | 체코 이반 렌들                        |
| 1983 | 미국 지미 코너스                 | 체코 이반 렌들                        |
| 1984 | 미국 존 매켄로                   | 체코 이반 렌들                        |
| 1985 | 체코 이반 렌들                   | 미국 존 매켄로                        |
| 1986 | 체코 이반 렌들                   | 체코 밀로슬라프 메치르시              |
| 1987 | 체코 이반 렌들                   | 스웨덴 매츠 빌랜더                    |
| 1988 | 스웨덴 매츠 빌랜더               | 체코 이반 렌들                        |
| 1989 | 독일 보리스 베커                 | 체코 이반 렌들                        |
| 1990 | 미국 피트 샘프러스               | 미국 앤드리 애거시                    |
| 1991 | 스웨덴 스테판 에드베리           | 미국 짐 쿠리어                        |
| 1992 | 스웨덴 스테판 에드베리           | 미국 피트 샘프러스                    |
| 1993 | 미국 피트 샘프러스               | 프랑스 세드릭 피올린                  |
| 1994 | 미국 앤드리 애거시               | 독일 미카엘 슈티히                    |
| 1995 | 미국 피트 샘프러스               | 미국 앤드리 애거시                    |
| 1996 | 미국 피트 샘프러스               | 미국 마이클 창                        |
| 1997 | 오스트레일리아 패트릭 라프터     | 영국 그렉 루제드스키                  |
| 1998 | 오스트레일리아 패트릭 라프터     | 오스트레일리아 마크 필리포시스        |
| 1999 | 미국 앤드리 애거시               | 미국 토드 마틴                        |
| 2000 | 러시아 마라트 사핀               | 미국 피트 샘프러스                    |
| 2001 | 오스트레일리아 레이턴 휴잇       | 미국 피트 샘프러스                    |
| 2002 | 미국 피트 샘프라스               | 미국 앤드리 애거시                    |
| 2003 | 미국 앤디 로딕                   | 스페인 후안 카를로스 페레로           |
| 2004 | 스위스 로저 페더러               | 오스트레일리아 레이턴 휴잇            |
| 2005 | 스위스 로저 페더러               | 미국 앤드리 애거시                    |
| 2006 | 스위스 로저 페더러               | 미국 앤디 로딕                        |
| 2007 | 스위스 로저 페더러               | 세르비아 노바크 조코비치              |
| 2008 | 스위스 로저 페더러               | 영국 앤디 머리                        |
| 2009 | 아르헨티나 후안 마르틴 델 포트로 | 스위스 로저 페더러                    |
| 2010 | 스페인 라파엘 나달               | 세르비아 노바크 조코비치              |
| 2011 | 세르비아 노바크 조코비치         | 스페인 라파엘 나달                    |
| 2012 | 영국 앤디 머리                   | 세르비아 노바크 조코비치              |
| 2013 | 스페인 라파엘 나달               | 세르비아 노바크 조코비치              |
| 2014 | 크로아티아 마린 칠리치           | 일본 니시코리 게이                    |
| 2015 | 세르비아 노바크 조코비치         | 스위스 로저 페더러                    |
| 2016 | 스위스 스탄 바브린카             | 세르비아 노바크 조코비치              |
| 2017 | 스페인 리파엘 나달               | 남아프리카 공화국 케빈 앤더슨         |
| 2018 | 세르비아 노바크 조코비치         | 아르헨티나 후안 마르틴 델 포트로      |
| 2019 | 스페인 리파엘 나달               | 러시아 다닐 메드베데프                |
| 2020 | 오스트리아 도미니크팀            | 독일 알렉산더 츠베레프                |
| 2021 | 러시아 다닐 메드베데프           | 세르비아 노바크 조코비치              |
| 2022 | 스페인 카를로스 알카라스         | 노르웨이 카스퍼 루드                  |
| 2023 | 세르비아 노바크 조코비치         | 러시아 다닐 메드베데프                |
| 2024 | 야닉 시너                        | 미국 테일러 프리츠                    |

#### 여자 단식
| 연도 | 우승                           | 준우승                           |
| ---- | ------------------------------ | -------------------------------- |
| 1937 | 칠레 아니타 리자나             | 폴란드 자드비스카 예드셰요브스카 |
| 1959 | 브라질 마리아 부에노           | 영국 크리스틴 트루먼 제인스      |
| 1963 | 브라질 마리아 부에노           | 오스트레일리아 마거릿 코트       |
| 1969 | 오스트레일리아 마거릿 코트     | 미국 낸시 리치                   |
| 1970 | 오스트레일리아 마거릿 코트     | 미국 로즈마리 카잘스             |
| 1971 | 미국 빌리 진 킹                | 미국 로즈마리 카잘스             |
| 1972 | 미국 빌리 진 킹                | 오스트레일리아 케리 멜빌         |
| 1973 | 오스트레일리아 마거릿 코트     | 오스트레일리아 이본 굴라공 콜리  |
| 1974 | 미국 빌리 진 킹                | 오스트레일리아 이본 굴라공 콜리  |
| 1975 | 미국 크리스 에버트             | 오스트레일리아 이본 굴라공 콜리  |
| 1976 | 미국 크리스 에버트             | 오스트레일리아 이본 굴라공 콜리  |
| 1977 | 미국 크리스 에버트             | 오스트레일리아 웬디 턴불         |
| 1978 | 미국 크리스 에버트             | 미국 팸 슈리버                   |
| 1979 | 미국 트레이시 오스틴           | 미국 크리스 에버트               |
| 1980 | 미국 크리스 에버트             | 체코 하나 만들리코바             |
| 1981 | 미국 트레이시 오스틴           | 미국 마르티나 나브라틸로바       |
| 1982 | 미국 크리스 에버트             | 체코 하나 만들리코바             |
| 1983 | 미국 마르티나 나브라틸로바     | 미국 크리스 에버트               |
| 1984 | 미국 마르티나 나브라틸로바     | 미국 크리스 에버트               |
| 1985 | 체코 하나 만들리코바           | 미국 마르티나 나브라틸로바       |
| 1986 | 미국 마르티나 나브라틸로바     | 체코 헬레나 수코바               |
| 1987 | 미국 마르티나 나브라틸로바     | 독일 슈테피 그라프               |
| 1988 | 독일 슈테피 그라프             | 아르헨티나 가브리엘라 사바티니   |
| 1989 | 독일 슈테피 그라프             | 미국 마르티나 나브라틸로바       |
| 1990 | 아르헨티나 가브리엘라 사바티니 | 독일 슈테피 그라프               |
| 1991 | 유고슬라비아 모니카 셀레스     | 미국 마르티나 나브라틸로바       |
| 1992 | 유고슬라비아 모니카 셀레스     | 스페인 아란차 산체스 비카리오    |
| 1993 | 독일 슈테피 그라프             | 체코 헬레나 수코바               |
| 1994 | 스페인 아란차 산체스 비카리오  | 독일 슈테피 그라프               |
| 1995 | 독일 슈테피 그라프             | 미국 모니카 셀레스               |
| 1996 | 독일 슈테피 그라프             | 미국 모니카 셀레스               |
| 1997 | 스위스 마르티나 힝기스         | 미국 비너스 윌리엄스             |
| 1998 | 미국 린지 대븐포트             | 스위스 마르티나 힝기스           |
| 1999 | 미국 세리나 윌리엄스           | 스위스 마르티나 힝기스           |
| 2000 | 미국 비너스 윌리엄스           | 미국 린지 대븐포트               |
| 2001 | 미국 비너스 윌리엄스           | 미국 세리나 윌리엄스             |
| 2002 | 미국 세리나 윌리엄스           | 미국 비너스 윌리엄스             |
| 2003 | 벨기에 쥐스틴 에냉             | 벨기에 킴 클리스터스             |
| 2004 | 러시아 스베틀라나 쿠즈네초바   | 러시아 엘레나 데멘티에바         |
| 2005 | 벨기에 킴 클리스터스           | 프랑스 마리 피르스               |
| 2006 | 러시아 마리아 샤라포바         | 벨기에 쥐스틴 에냉               |
| 2007 | 벨기에 쥐스틴 에냉             | 러시아 스베틀라나 쿠즈네초바     |
| 2008 | 미국 세리나 윌리엄스           | 세르비아 옐레나 얀코비치         |
| 2009 | 벨기에 킴 클리스터스           | 덴마크 카롤리네 보스니아키       |
| 2010 | 벨기에 킴 클리스터스           | 러시아 베라 즈보나레바           |
| 2011 | 오스트레일리아 사만다 스토서   | 미국 세리나 윌리엄스             |
| 2012 | 미국 세리나 윌리엄스           | 벨라루스 빅토리아 아자렌카       |
| 2013 | 미국 세리나 윌리엄스           | 벨라루스 빅토리아 아자렌카       |
| 2014 | 미국 세리나 윌리엄스           | 덴마크 카롤리네 보스니아키       |
| 2015 | 이탈리아 플라비아 페네타       | 이탈리아 로베르타 빈치           |
| 2016 | 독일 안젤리크 케르버           | 체코 카롤리나 플리스코바         |
| 2017 | 미국 슬로안 스티븐슨           | 미국 매디슨 키스                 |
| 2018 | 일본 오사카 나오미             | 미국 세리나 윌리엄스             |
| 2019 | 캐나다 비앙카 안드레스쿠       | 미국 세리나 윌리엄스             |
| 2020 | 일본 오사카 나오미             | 벨라루스 빅토리아 아자렌카       |
| 2021 | 영국 엠마 라두카누             | 캐나다 레일라 페르난데스         |
| 2022 | 폴란드 이가 시비옹테크         | 튀니지 온스 자베르               |

## 같이 보기
- 리니 리처드